# Boddinsfelde

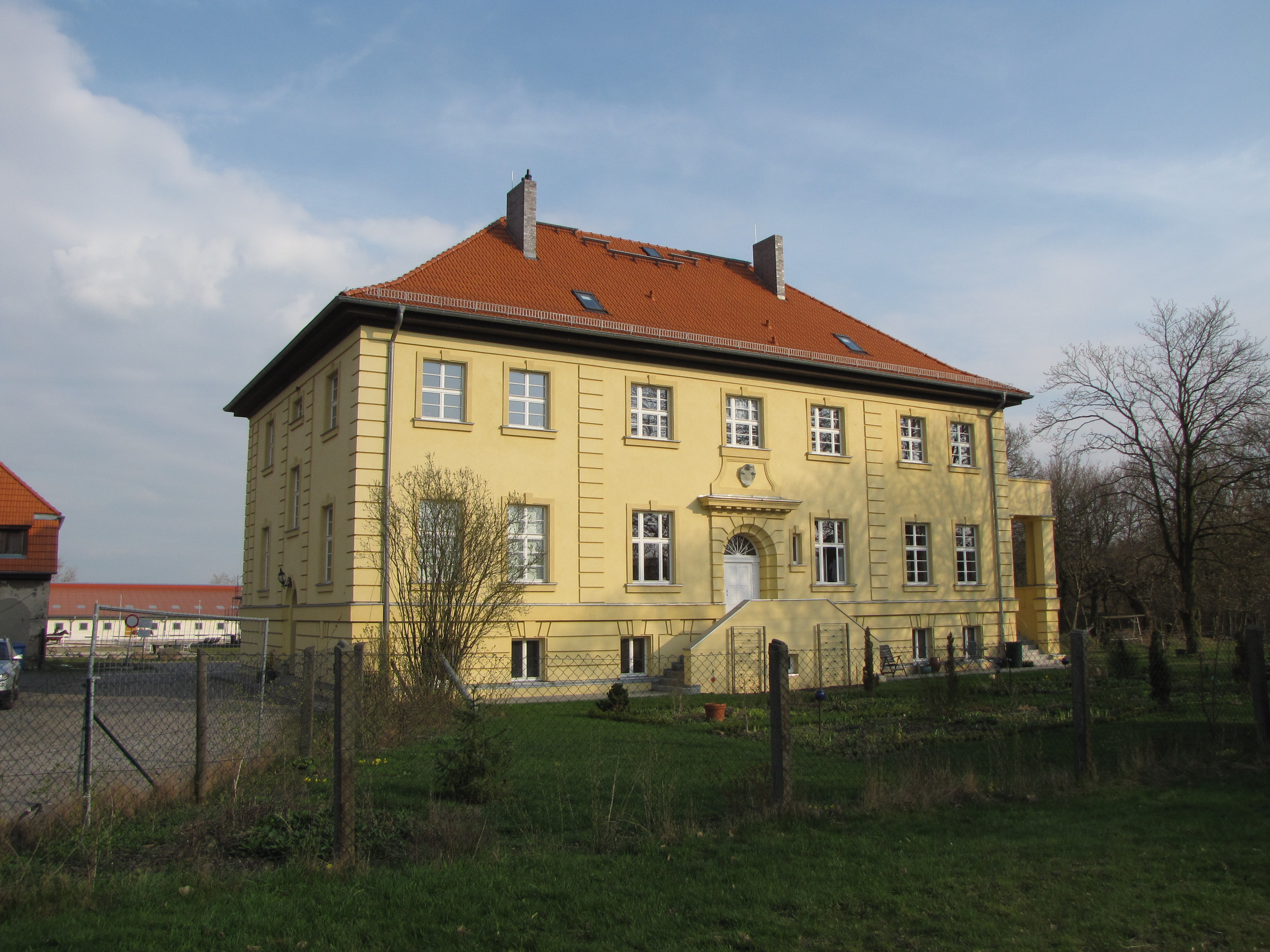
Gutshaus Boddinsfelde (erbaut zwischen 1907 und 1910)

Boddinsfelde ist ein Gemeindeteil von Brusendorf, einem Ortsteil der Stadt Mittenwalde (Landkreis Dahme-Spreewald, Brandenburg). Der frühere Gutsbezirk wurde erst in den Jahren 1907 bis 1910 aus Teilen der Gutsbezirke Brusendorf und Groß Machnow völlig neu geschaffen.

## Lage
Boddinsfelde liegt vor der südöstlichen Stadtgrenze von Berlin und südlich der A 10. Westlich des Ortes liegt Rangsdorf, nördlich liegt Brusendorf und südöstlich liegen Ragow und Mittenwalde.

## Geschichte

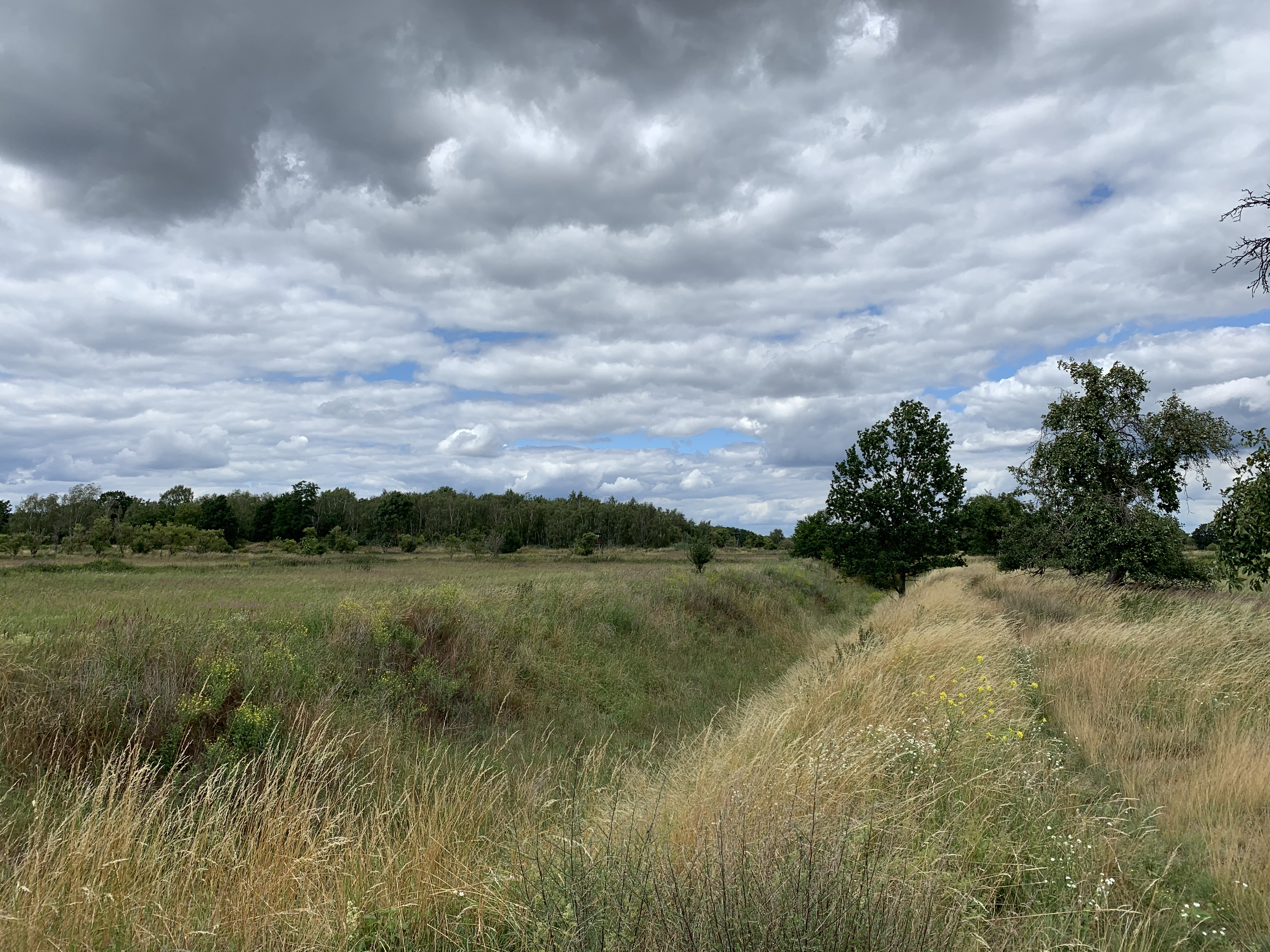
Ehemalige Rieselfelder

Das Gut Boddinsfelde mit einem eigenen Gutsbezirk wurde erst in den Jahren 1907 bis 1910 durch das Städtische Hochbauamt unter der Leitung des Stadtbauinspektors Hahn als Rieselgut für die damals noch selbständige Stadt Rixdorf (ab 1920 Berlin-Neukölln) eingerichtet. Dafür wurden 149 ha vom Gutsbezirk Brusendorf und 213 ha vom Gutsbezirk Groß Machnow abgetrennt. Es wurde benannt nach Hermann Boddin, dem früheren Oberbürgermeister von Rixdorf. Die Rieselfelder waren mit 1,5 bis 2 Morgen Größe ungefähr doppelt so groß wie die bislang errichteten Anlagen. Die Flurbecken wurden mit Beton ausgekleidet, um das Abwasser vorzuklären. Auf dem Messtischblatt 1:25000 von 1903 hieß die Flur noch Höllengrund. Zwischen 1907 und 1910 entstand ein Gutsverwaltungshaus mit einer Gärtnerei, ein Waage- und Arbeiterhaus sowie Stall- und Scheunengebäude. Zum Ensemble gehörten weiterhin ein Spritzenhaus mit Taubenturm, eine Schule, ein Wohngebäude für acht Familien sowie zahlreiche Be- und Entwässerungsgräben. 1928 wurde der Gutsbezirk in die Gemeinde Boddinsfelde umgewandelt, außerdem wurden noch zwei weitere ha vom Gutsbezirk Brusendorf angegliedert. Damit umfasste die neue Gemeinde 1931 eine Gemarkung von 364 ha. 1932 wurde der Wohnplatz Vierlinden angegliedert und Boddinsfelde bestand nunmehr aus insgesamt sieben Wohnhäusern. 1941 kam der Wohnplatz Borstels Mühle hinzu. Am 1. Juli 1950 wurde Boddinsfelde als Ortsteil in die damals noch selbständige Gemeinde Brusendorf eingemeindet. In der Zeit der DDR gründete sich 1960 ein Volkseigenes Gut Boddinsfelde (VEG) mit 71 Beschäftigten, das 1973 als Betriebsteil in das VEG Deutsch Wusterhausen überging. Dort arbeitete als ungelernter Landarbeiter Eberhard Schulz, ein späteres Todesopfer an der Berliner Mauer. Boddinsfelde hatte zu keiner Zeit eine eigene Kirche, sondern war nach Brusendorf eingepfarrt.
Am 26. Oktober 2003 wurde Brusendorf ein Ortsteil der Stadt Mittenwalde (Landkreis Dahme-Spreewald) und Boddinsfelde wurde ein Gemeindeteil von Brusendorf.

## Bevölkerungsentwicklung
| Jahr      | 1925 | 1939 | 1946 |
| Einwohner | 121  | 132  | 159  |

## Sehenswürdigkeiten und Kultur
- Die Gutsanlage des Berliner Stadtguts einschließlich zahlreicher Nebengebäude wie Taubenturm und Schule steht unter Denkmalschutz. Sie wird im 21. Jahrhundert als Reiterhof genutzt.